# Hans Müller-Brauel
 Hans Müller-Brauel  (* 2. September 1867 in Heeslingen-Boitzen bei Zeven; † 12. Mai 1940 in Bremen) war ein deutscher Vorgeschichtler und Heimatforscher.

## Biografie
Müller-Brauel erlernte den Beruf eines Tischlers. Er arbeitete danach auch als Landwirt in Zeven. 1885 war er zunächst Hilfskraft und Aufseher für Vorgeschichtssammlungen in Hamburg danach in Hannover, Bremen und Lüneburg.
Die Stelle als Hilfskraft an der vorgeschichtlichen Abteilung des Provinzialmuseums in Hannover hatte ihm der Archäologe und Gelegenheitsdichter Friedrich Tewes vermittelt, der später das Vaterländische Museum in Hannover leitete. Gemeinsam beteiligten sie sich an der Verbreitung antisemitischer Schriften.
Ab 1887 schrieb Müller-Brauel Abhandlungen über vorgeschichtliche Themen. Als Grabungshelfer und Hobby-Archäologe sicherte er in seiner Heimatregion Zeven unter anderem zahlreiche Großsteingrab-Funde und sammelte und archivierte frühgeschichtliche Werkzeuge, Waffen und Schmuckstücke. Darüber schrieb er unter anderem in der Zeitschrift Mannus – einer heute politisch umstrittenen Fachschrift für Vorgeschichte – herausgegeben vom Siedlunsgarchäologen Professor Gustaf Kossinna, der bereits 1928 öffentlicher Förderer und Mitbegründer der nationalsozialistischen Gesellschaft für Deutsche Kultur wurde und Mitglied im rassekundlichen Nordischen Ring war.
Der Bremer Kaffee-Unternehmer, NS-Sympathisant und Kulturförderer Ludwig Roselius beauftragte 1927 Müller-Brauel mit dem Aufbau des Museums Väterkunde. 1933 zog das Museum in das Haus Atlantis in der Böttcherstraße in Bremen ein. Müller-Brauel übernahm die Leitung des Museums, in dem Roselius seine umfangreichen prähistorischen Sammlungen unterbrachte mit der Zielsetzung, die nordische genauso wie die amerikanische Kultur aus dem untergegangenen Atlantis abzuleiten.
Eine wichtige Begegnung war ab 1894 Müller-Brauels enge Freundschaft mit dem Dichter und Privat-Gelehrten Hermann Allmers, den er ab 1895 auf dessen Reisen nach Süddeutschland begleitete und von dem er als Wahl-Neffe tituliert wurde. Allmers trennte sich 1896 von Müller-Brauel, dem intrigantes Verhalten und „indiskreter Umgang mit Allmers' Briefsammlung“ vorgeworfen wurde.
In München zeichnete er einige Porträts von Allmers und verfasste biographische Skizzen über ihn, die er 1897 publizierte.
Neben dem 1898 herausgegebenen Band Hannoversches Dichterbuch mit Illustrationen von Heinrich Vogeler verfasste er zahlreiche weitere Schriften und Aufsätze zur Heimat- und Kulturgeschichte. Von 1903 bis 1906 gab er zudem den Heimatkalender Der Heidjer heraus. Um 1920 wirkte Willi Wegewitz unter seiner Anleitung als Vorgeschichtler. Die von ihm gesammelten vorgeschichtlichen Objekte überließ er 1926 dem Morgenstern-Museum in Bremerhaven.
Er war Mitglied in der von den Nationalsozialisten seit 1933 gleichgeschalteten und geführten Nordischen Gesellschaft. Bremer Vorsitzender war Richard von Hoff, nationalsozialistischer Bildungssenator, später SS-Obergruppenführer und bereits seit 1930 NSDAP-Hauptschulungsleiter für Rassefragen.
In Brauel bei Zeven gab es um den Sachsenhof zudem eine kleine Künstlerkolonie mit Müller-Brauel, Karl Holleck-Weithmann und Wilhelm Frahm-Pauli.
Im Museum Kloster Zeven befindet sich ein Hans-Müller-Brauel-Zimmer mit einer Bibliothek.